# Hîrjauca, Călărași
Hîrjauca este un sat în raionul Călărași din centrul Republicii Moldova, la cca 60 km nord-est de Chișinău. Este reședința comunei omonime. Localitatea este situată într-o zonă colinară din inima Codrilor Basarabiei și este una din principalele stațiuni balneologice din Republica Moldova, aici activând sanatoriul „Codru”. La Hîrjauca se află și una din cele mai vechi și importante mănăstiri din Basarabia, construită în anul 1740, la poalele unui deal, care o înconjoară din trei direcții.

## Istorie
Satul este atestat documentar pentru prima dată la 28 iunie 1644 într-un document emis de Vasile Lupu prin care-i întărește lui Ilie Bânzar stăpânirea asupra locului de sat, cumpărat de la fiii Irinei Șănțoaia:
„1644 <7152> iunie 28.

Ispisoc sârbesc împreună cu tălmăcirea lui di la domnul Vasili voievod prin cari întărești stăpânirea lui Ilie, ficiorul Cozmii Bânzari și soției sale, Vasilia, pi un loc di sat ci să numești din vechi Hrăjavca, iar acum Poiana Gatcăi, pi amândouă fetele până la capătul Poienii Mândrii, și la capătul Poienii Danciului, pi amândouă fetele, cu loc di heleștei, cu moară Hrăjavnii, ci esti în ținutul Orhei, cu fânați și cu tot venitul, ci l-au cumpărat di la Grigorce și surorile lui Nastasiea, Ileana și Gâța, fiei Irinei Sântoaei din Vovinești, drept 45 galbini, bani buni, ce și ea l-au avut di la Manea Hrăjavna, cu uric di la Ștefan vodă cel Bătrân.”
În document, se menționează Irinei Șănțoaia a primit satul (nu este specificat prin ce modalitate) de la Manea Hrăjavna, care avea uric de la Ștefan cel Mare. Deci la originea denumirii Hârjauca s-ar afla numele boierului, „Hrăjavna”, asta fiind concluzia istoricului Aurel Sava. În document satul este menționat drept „Hrăjavca”.

## Rezervația naturală Leordoaia
Rezervația naturală Leordoaia se află în preajma comunei.

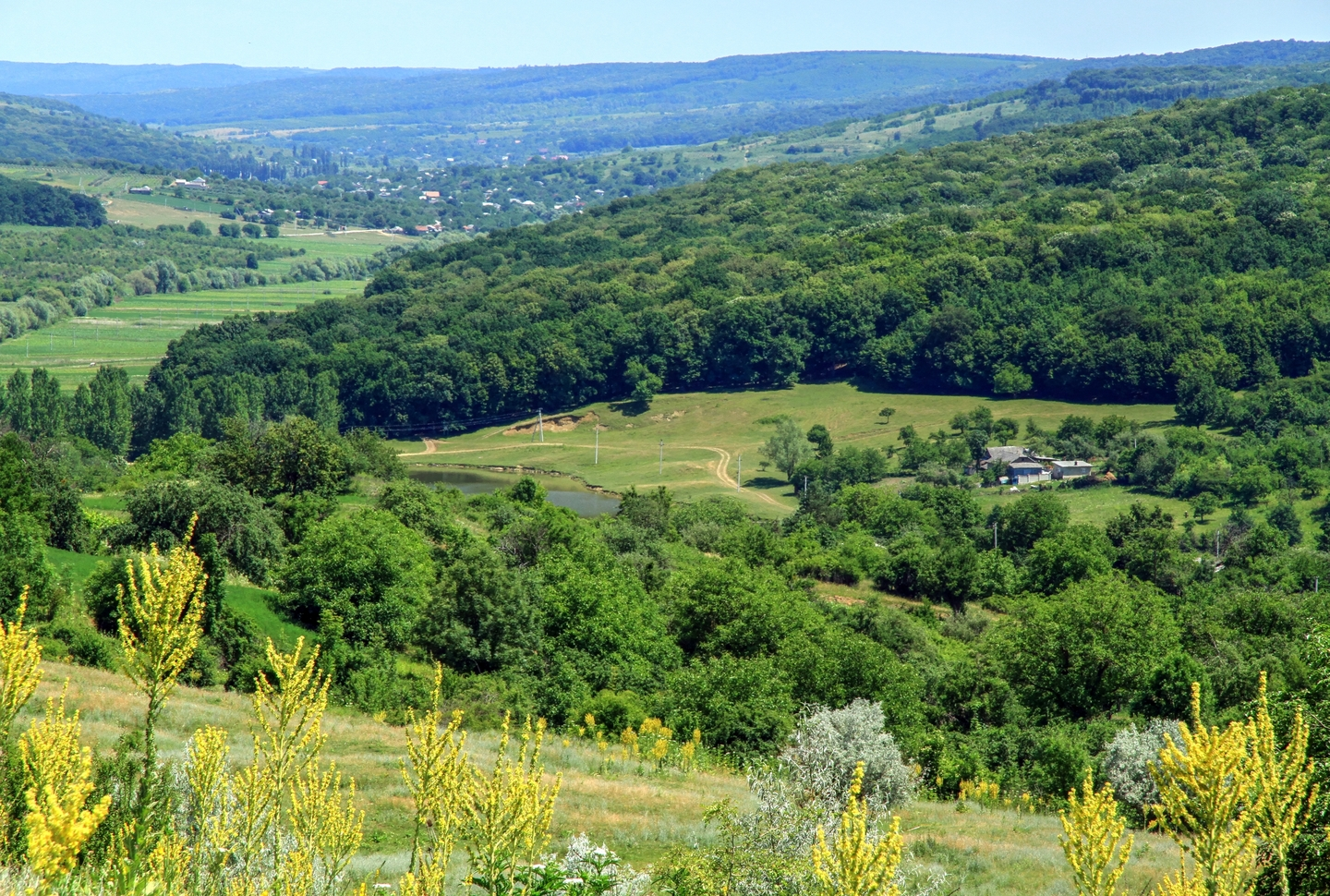
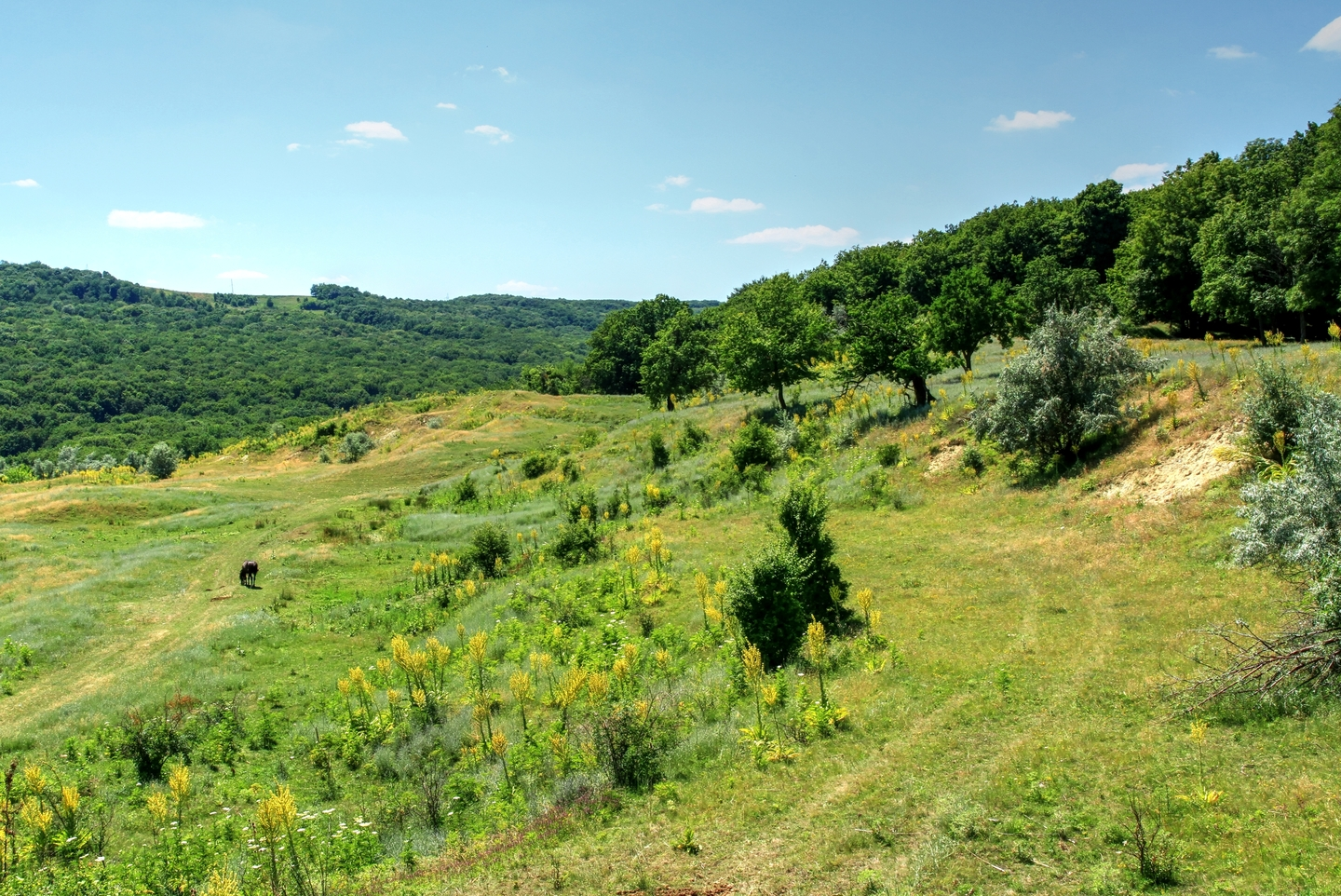
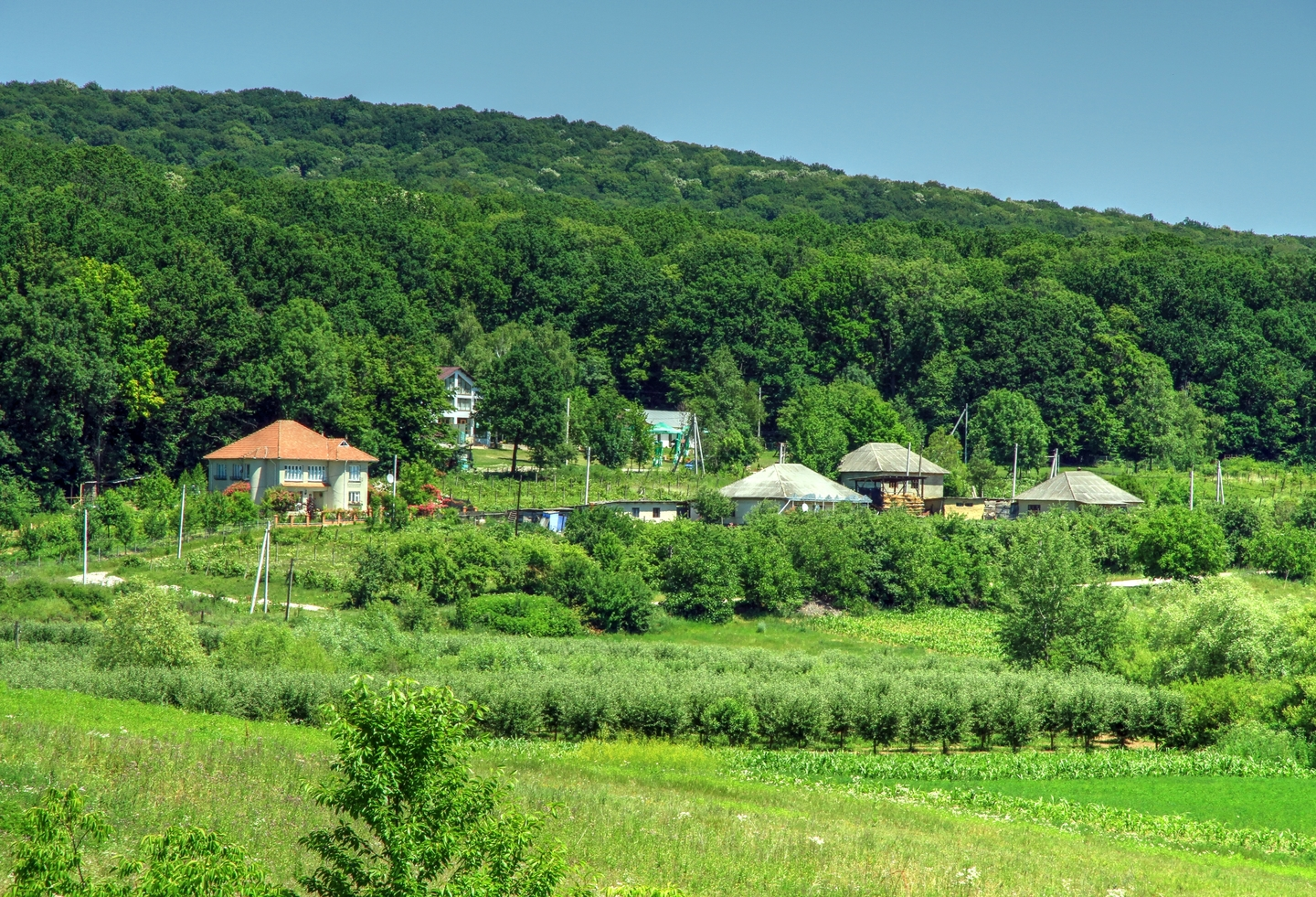